# Matilda Cole
Matilda Clementine Isitt Cole es una músico inglesa de Brighton. Hija del director de cine Nigel Cole y de la actriz Kate Isitt, apareció en varias de las obras de su padre antes de emprender una carrera musical y unirse a Loud LDN.

## Biografía

### Primeros años y carrera cinematográfica
Matilda Clementine Isitt Cole nació en Sussex, aunque pasó períodos viviendo en Los Ángeles y Camden Town antes de mudarse a Brighton. Su madre es Kate Isitt, una actriz, y su padre es Nigel Cole, un director de cine que anteriormente había estado casado con Sally Brampton, y que tocaba la guitarra y le compraba unos agitadores con forma de huevo para que ella lo acompañara con ellos. Más tarde asistió a la escuela primaria Dharma. En 2010, interpretó a Emily en Made in Dagenham, y en 2012 interpretó a una dama de honor en The Wedding Video, ambas dirigidas por su padre; Más tarde interpretó a Madeleine en su cortometraje de 2019 Wisteria Cottage.

### Carrera musical
Se dio cuenta de que quería ser músico a tiempo completo a los siete años después de ver a Miley Cyrus actuar en The O2 Arena, y escribió su primera canción en el viaje en coche de regreso a su hotel; Más tarde creó una cuenta de YouTube llamada «matilda cole vevo». A los dieciséis años, después de hacer un cover en SoundCloud, un representante artístico con sede en Londres le envió un mensaje, quien la aceptó como cliente, y en marzo de 2020, se retiró de sus niveles A cuatro meses antes y firmó. un contrato discográfico. En noviembre de 2020, lanzó «The Clouds», una canción sobre sus amistades y relaciones adolescentes, para la cual Amy Becker-Burnett dirigió un video musical, y luego, en enero siguiente, lanzó «Be There», una canción sobre el afecto extremo por alguien hasta el punto de la muerte del ego. En junio de 2021, lanzó Milk Teeth, un EP escrito sobre su adolescencia, siendo el título una referencia a los dientes deciduos.
Luego, Cole lanzó una versión de «The Hills» de The Weeknd, pensada como un recurso provisional entre los EP, y luego, en septiembre de 2021, lanzó «Camden», una canción sobre el divorcio, que había escrito durante una sesión de escritura en Copenhague en octubre de 2020 sobre la separación de sus padres al comienzo de la pandemia. El mes siguiente, lanzó «Halloween», que escribió después de investigar las tradiciones paganas y wiccanas del período Samhain y sobre tener que rogarle a su pareja que pasara tiempo con ellos y los tratara adecuadamente, y lo acompañó con un vídeo musical ambientado en una fiesta en casa de Halloween. En febrero de 2022, lanzó «Again», sobre permitir que la trataran mal repetidamente, que fue acompañado por un video musical dirigido por Amy Becker-Burnett, y luego, al mes siguiente, lanzó The High Dive, un EP,que incluía «Bite Down».

## Arte
En una entrevista de febrero de 2022 con Clique Magazine, citó el primer álbum de Lorde, Pure Heroine, como «una enorme influencia» para ella y, además, citó Father John Misty, The Blue Nile y Samia como influencias; al mes siguiente, en una entrevista con la revista Wordplay, afirmó que «la mayor influencia» en su escritura fue la forma en que escribía Hozier, y que obtuvo «mucha influencia» de la música folk y rock que su padre había tocado cuando ella era pequeña. Al hacer una reseña de «Camden», Martha Storey del The Indiependent describió la voz de Cole como «Maggie Rogers-esca». Es miembro original de Loud LDN, un colectivo de músicos mujeres y de género queer con sede en Londres fundado en mayo de 2022.

## Discografía

### EP
- Milk Teeth (2021)
- The High Dive (2022)

### Sencillos
- «The Clouds» (2020)
- «Be There» (2021)
- «Stay Awake» (2021)
- «Afternoon Haze» (2021)
- «Camden» (2021)
- «Halloween» (2021)
- «Again» (2022)